# Облога Чернігова (1152)
Облога Чернігова Юрієм Долгоруким — невдала спроба князя Юрія Долгорукого завдати поразки одному зі своїх супротивників у міжусобній війні. Відповідні дії Ізяслава Мстиславича Київського привели, навпаки, до поразки одного з двох головних союзників Юрія на півдні, Святослава Ольговича новгород-сіверського.

## Хід подій
У результаті вирішального поразки в боротьбі за київський престол Юрій позбувся Переяславля, а потім і свого останнього володіння на півдні — Городця.
Юрій Долгорукий разом з муромо-рязанськими князями вирушив на Чернігів. Володимир Володаревич галицький рушив було також на Київ, тим самим змусивши Ізяслава Мстиславича вирушити йому назустріч, але повернувся додому, уникнувши зіткнення. Святослав Ольгович до підходу союзників відмовлявся залишати Новгород-Сіверський і виступати на Чернігів. Коли потенційна небезпека для Смоленська від війська Юрія, що рухалося на південь минула, Ростислав Мстиславич, обганяючи його, прибув до Любеча. А звідти разом зі Святославом Всеволодовичем прийшов до Чернігів на допомогу Ізяславу Давидовичу, разом з ним сівши в облогу. Ізяслав Мстиславич зі своїм співправителем В'ячеславом Володимировичем зайняв позицію на правому березі Дніпра в Ольжичів.
За маршрутом Прольгов-Мценськ-Спашь-Глухів-Гуричев, розоривши вятицькі володіння чернігівського князя, до Юрія прийшли половецькі союзники з усього межиріччя Дніпра і Волги.
В ході штурму Чернігова упав острог, захисники відійшли до дитинця. Аби підняти моральний дух військ, у вилазці пішими чернігівцями особисто брав участь син Юрія Андрій. Втім, чернігівці були розбиті і більше вилазок вже не робили.
Тоді Ізяслав київський перейшов Дніпро й вирушив до Чернігова. Половці ухилилися від подальшої участі у війні і пішли через Путивль до степу. Юрій зняв облогу Чернігова і відступив до Новгород-Сіверського князівства. Після звинувачень з боку Святослава за збиток господарству князівства від постою військ залишив йому на допомогу свого сина Василька з частиною дружини, а сам повернувся до Суздаля.
Невдала облога Чернігова зробила можливим наступ Ізяслава Мстиславича на союзників Юрія на півдні.